# 龙门浩街道
龙门浩街道，是中华人民共和国重庆市南岸区下辖的一个街道办事处。

## 名称
重庆一带称江边被碛石隔开的长而不宽的水域为“浩”，这类水域的水势比主航道平缓。龙门浩即上新街一带的长江边被石梁隔开的水域，石梁中间的缺口被称为“龙门”，该水域又以老码头为界分为上段（上浩）和下段（下浩）。

## 行政区划
龙门浩街道下辖以下地区：
上新街社区、下新街社区、上浩社区、一天门社区和下浩社区。